# Брілле
Брі́ллеⓘ(нід. Brielle) — невеличке місто у західних Нідерландах поблизу Роттердама (Південна Голландія), стало відомим у роки Нідерландської революції, коли 1 квітня 1572 року стало першим містом, яке звільнили гези. Населення 16 тис. осіб. Порт.
Мало статус окремого муніципалітету до 1 січня 2023 року, коли разом з колишніми муніципалітетами Вестворне і Геллевутслейс утворило муніципалітет Ворне-ан-Зе.

## Населення
Станом на 31 січня 2022 року населення муніципалітету Брілле становило 17750 осіб. Виходячи з площі муніципалітету 27,55 кв. км., станом на 31 січня 2022 року густота населення становила 644 осіб/кв. км.
За даними на 1 січня 2020 року 14,8%  мешканців муніципалітету мають емігрантське походження, у тому числі 9,2%  походили із західних країн, та 5,5%  — інших країн.

## Економіка
Станом на 2018 рік середній дохід домогосподарства становить 33,8 тис. євро.

## Відомі люди
Тут мешкає голландський професійний рефері зі снукеру Ян Верхас.